# Долгополов, Степан Дмитриевич
Степан Дмитриевич Долгополов (1910 — после 1984, Ташкент, литературный псевдоним Сергей Волгин) — русскоязычный писатель Узбекистана.
Был детдомовцем, учился в трудовой школе. Не смог получить высшее образование, пошёл работать на завод.
Сотрудничал в разных газетах, первые публикации состоялись в 1938—1941 годах.
Во время Великой Отечественной войны служил в артиллерийском полку, награждён орденами и медалями.
После демобилизации продолжил заниматься литературным творчеством. Публиковался под псевдонимом Сергей Волгин. Произведения выходили в журнале «Звезда Востока», а позднее издавались отдельными книгами.
Роман «Звёздный бумеранг» представляет собой утопию о коммунистическом обществе на другой планете, был опубликован в годы кампании Н. С. Хрущёва о скором построении коммунизма. Физик И. Куклес, не затрагивая идеологические аспекты романа, подверг серьёзной критике его техническое и научное содержание в своей рецензии, после чего новые романы Волгин уже не выпускал.
В последние годы жизни работал в Главлите Узбекской ССР.

## Сочинения
- «Испытание огнем» (1949, 1964, «Ёш гвардия», Ташкент)
- «Лейтенант милиции Вязов» (1956, 1960)
- «Кувалдин и его сын» (1958).
- «Звёздный бумеранг» (фантастический роман, 1962 — журнал «Звезда востока», 1963 — Государственное издательство художественной литературы Узбекской ССР, Ташкент)
- Рассказы, очерки.